# Loslopend wild
Loslopend wild (in het derde en vierde seizoen Loslopend wild & gevogelte geheten) is een Vlaams komisch televisieprogramma waarvan de eerste reeks in december 2012 en januari 2013 op Eén werd uitgezonden.

## Opzet en geschiedenis
Het programma bestaat uit verschillende sketches waarin verschillende generaties vrouwen en mannen zich door het dagelijks leven proberen te slaan. De sketches focussen zich op de clichés en stereotypen van mannen en vrouwen. Naast enkele losstaande sketches zijn er sketches die zich herhalen in 1 of meerdere afleveringen herhalen. Op het einde is er een sketch waarin er gezongen wordt, met daarbij bloopers en verwijderde scenes. Meestal wordt het lied onderbroken door een negatief einde. 
De reeks was vanaf 13 december 2012, onder de titel Loslopend wild, acht weken lang te zien op Eén om 21.05 uur. Nog voor het uitzenden van de reeks bestelde Eén al een tweede reeks. De tweede reeks startte de uitzendingen op 8 januari 2014 en liep 10 weken lang op de openbare omroep. Voor de derde reeks werd de titel veranderd in Loslopend wild & gevogelte. Deze reeks begon op 5 november 2015. De muziek in de begingeneriek is op basis van het nummer Funnel of Love gezongen door Wanda Jackson.

## Terugkerende sketches
Allez Monique!: Drie vrouwelijke collega's praten over een bepaald onderwerp. Monique komt erbij zitten en vertelt of toont iets wat ermee heeft te maken op een grove manier. De vrouwen zeggen daarna "Allez Monique!"
Wat doe ik nu?: Een man doet een bepaalde handeling (Bijvoorbeeld het bed opmaken) op een nette manier terwijl hij begeleid wordt door That's All Right van Elvis Presley. Als hij klaar is stopt de muziek en zegt hij "Wat doe ik nu?" en start Run to the Hills van Iron Maiden. Hij doet dezelfde handeling "als een man dat zou doen".
De ravotters: Linda, Sandra en Erna werken op de boekhouding van een bedrijf. Echter zijn de drie dames vaak bezig met alles behalve werken tot ergernis van hun baas Luc. Ze vieren de feestdagen, gaan naar de spa op kantoor, organiseren een wafelenbak en nog veel meer. 
Wit wijntje? Als iemand in de problemen komt of iets vervelends meemaakt biedt een ander persoon een wit wijntje aan. Meestal wordt dit geaccepteerd, maar niet in alle sketches. 
Kwade vrouw: Telkens als een vrouw (Gespeeld door Inge Paulussen) iets vervelends meemaakt verandert ze in een vechtende, woeste dame die haar "tegenstander" in elkaar slaat of op een andere manier schade brengt. Na haar overwinning blijkt het allemaal een fantasie geweest te zijn en heeft ze nog steeds hetzelfde probleem. Deze sketch is tegenover de anderen zeer gewelddadig waardoor deze vermoedelijk is afgevoerd. 
Guido en Gerda: Guido wordt door zijn vrouw Gerda wakker gehouden om de meest vreemde dingen. 
De mannen hebben ruzie: Twee vrouwelijke collega's maken zich zorgen omdat hun mannelijke collega's in ruimte zitten ruzie maken. Ze denken dat het te maken heeft met de bedrijven, maar niks is minder waar. 
Bomma Berchem en Bomma Wilrijk: Twee oma's die elkaars concurrenten zijn op verschillende vlakken. In de eerste seizoenen streden ze tegen mekaar om de aandacht van hun kleinkind Laura te krijgen. Daarvoor gingen ze soms erg ver. Later werd het doel eerder mekaar jaloers te maken op verschillende vlakken zoals relatie, huis, status, enzovoort. Hun mannen komen meestal wel goed overeen met elkaar. In sommige sketches werken de bomma's echter samen om bijvoorbeeld hun kleinkind te dopen.  
Stop met zo aan seks te denken!: Een vrouw wijst een man op dat hij moet stoppen met aan seks te denken, hoewel de laatste echter alledaagse (niet seks-gerelateerde) dingen doet.

## Cast
- George Adindu
- Tom Audenaert
- Ruth Becquart
- Tiny Bertels
- Eva Binon
- Sofie Uwala Bulckens
- Camilia Blereau
- Charlotte Anne Bongaerts
- Maarten Bosmans
- Robby Cleiren
- Gilda De Bal
- Anna De Ceulaer
- Reinhilde Decleir
- Jules De Cock
- Erhan Demirci
- Justien Degrande
- Hannah De Moor
- David Dermez
- Thomas De Smet
- Tuur De Weert
- Dweight D'haene
- Els Dottermans
- Joke Emmers
- Rania Gaaloul
- Steve Geerts
- Sachli Gholamalizad
- Nathan Gybels
- Wouter Hendrickx
- Jennifer Heylen
- Ludo Hoogmartens
- Alix Konadu
- Felix Maerschalck
- Ini Massez
- Leonard Muylle
- Els Olaerts
- Inge Paulussen
- Line Pillet
- Ben Segers
- Alejandra Theus
- Greg Timmermans
- Anemone Valcke
- Jaak Van Assche
- Thomas Van Caeneghem
- Joris Van den Brande
- Lucas Van den Eynde
- Mattias Van de Vijver
- Dirk Van Dijck
- Jeroen Van Dyck
- Marc Van Eeghem
- Dries Vanhegen
- Koen Van Impe
- Vincent Van Sande
- Katelijne Verbeke
- Braam Verreth
- Robbert Vervloet
- Patrick Vervueren
- Bünjamin Yuruk

## Kijkcijfers

### Seizoen 1
| Aflevering | Datum            | Kijkcijfers | Plaats |
| ---------- | ---------------- | ----------- | ------ |
| 1          | 13 december 2012 | 963.506     | 4      |
| 2          | 20 december 2012 | 811.325     | 4      |
| 3          | 27 december 2012 | 758.479     | 6      |
| 4          | 3 januari 2013   | 944.003     | 5      |
| 5          | 10 januari 2013  | 762.225     | 6      |
| 6          | 17 januari 2013  | 731.584     | 5      |
| 7          | 24 januari 2013  | 749.172     | 6      |
| 8          | 31 januari 2013  | 790.750     | 6      |

### Seizoen 2
| Aflevering      | Datum            | Kijkcijfers |
| --------------- | ---------------- | ----------- |
| 1               | 8 januari 2014   | 1.010.424   |
| 2               | 15 januari 2014  | 929.932     |
| 3               | 22 januari 2014  | 1.002.321   |
| 4               | 29 januari 2014  | 793.306     |
| 5               | 5 februari 2014  | 946.661     |
| 6               | 12 februari 2014 | 735.969     |
| 7               | 19 februari 2014 | 839.405     |
| 8               | 26 februari 2014 | 812.539     |
| 9               | 5 maart 2014     | 764.586     |
| 10 (compilatie) | 12 maart 2014    | 641.349     |

### Seizoen 3
| Aflevering      | Datum            | Kijkcijfers |
| --------------- | ---------------- | ----------- |
| 1               | 12 november 2015 | 833.873     |
| 2               | 19 november 2015 | 813.963     |
| 3               | 26 november 2015 | 769.872     |
| 4               | 3 december 2015  | 820.490     |
| 5               | 10 december 2015 | 702.899     |
| 6               | 17 december 2015 | 774.612     |
| 7               | 31 december 2015 | 777.103     |
| 8               | 7 januari 2016   | 932.149     |
| 9               | 14 januari 2016  | 856.340     |
| 10 (compilatie) | 21 januari 2016  | Onbekend    |

### Seizoen 4
| Aflevering      | Datum            | Kijkcijfers | Plaats |
| --------------- | ---------------- | ----------- | ------ |
| 1               | 9 januari 2018   | 777.950     | 6      |
| 2               | 16 januari 2018  | 699.733     | 7      |
| 3               | 23 januari 2018  | 696.562     | 8      |
| 4               | 30 januari 2018  | 568.780     | 8      |
| 5               | 6 februari 2018  | 622.138     | 8      |
| 6               | 13 februari 2018 | 654.711     | 8      |
| 7               | 20 februari 2018 | 615.608     | 8      |
| 8               | 27 februari 2018 | 584.401     | 9      |
| 9               | 6 maart 2018     | 598.452     | 9      |
| 10 (compilatie) | 13 maart 2018    | 579.777     | 9      |

### Seizoen 5
| Aflevering      | Datum             | Kijkcijfers | Plaats |
| --------------- | ----------------- | ----------- | ------ |
| 1               | 31 augustus 2021  | 580.709     | 5      |
| 2               | 7 september 2021  | 437.632     | 7      |
| 3               | 14 september 2021 | 485.977     | 8      |
| 4               | 21 september 2021 | 534.210     | 6      |
| 5               | 28 september 2021 | 534.922     | 9      |
| 6               | 5 oktober 2021    | 538.467     | 7      |
| 7               | 12 oktober 2021   | 626.338     | 6      |
| 8               | 19 oktober 2021   | 369.826     | 13     |
| 9               | 26 oktober 2021   | 558.084     | 7      |
| 10 (compilatie) | 2 november 2021   | -           | > 20   |
| 11              | 25 december 2021  | 642.278     | 4      |
| 12              | 26 december 2021  | 443.775     | 9      |

### Seizoen 6
| Aflevering | Datum            | Kijkcijfers | Plaats |
| ---------- | ---------------- | ----------- | ------ |
| 1          | 22 februari 2022 | 743.736     | 6      |
| 2          | 1 maart 2022     | 633.855     | 8      |
| 3          | 8 maart 2022     | 618.562     | 7      |
| 4          | 15 maart 2022    | 573.734     | 8      |
| 5          | 22 maart 2022    | 492.539     | 8      |
| 6          | 5 april 2022     | 501.878     | 8      |
| 7          | 12 april 2022    | 421.486     | 8      |
| 8          | 24 mei 2022      | 477.258     | 8      |
| 9          | 31 mei 2022      | 392.978     | 8      |
| 10         | 7 juni 2022      | 500.386     | 8      |